# دومینیک جکسون
دومینیک جکسون (به انگلیسی: Dominique Jackson) (زاده ۲۰ مارس ۱۹۶۵) بازیگر، مدل آمریکایی است.
او یک زن ترنس است.
از کارهایی که وی در آن نقش داشته‌است می‌توان به مجموعه تلویزیونی ژست اشاره کرد.